# Hélène Karbanov
Hélène Karbanov, née le 29 décembre 2004 à Lille, est une gymnaste rythmique individuelle française d'origine kazakhe et russe.
Elle a participé aux Jeux olympiques de Paris 2024 au concours général individuel de gymnastique rythmique et a terminé à la 17e place des qualifications.

## Biographie

### Débuts
Hélène Karbanov commence la gymnastique rythmique à l'âge de sept ans. Elle participe à ses premières compétitions en 2013 sous les couleurs de son club, le Calais GRS. Elle rentre au pôle de Calais, où entraine sa mère, à la rentrée 2015. Elle s'entraine environ 30h par semaine et suit ses cours avec le CNED.

### Junior
Lors de sa première saison chez les juniors, elle remporte la médaille d'argent au concours général des Championnats de France, derrière Valérie Romenski, bien qu'elle soit encore de nationalité russe à cette époque. En janvier 2018, elle obtient la nationalité française, ce qui lui permet de concourir au niveau international sous les couleurs de la France.
Hélène Karbanov remporte de nouveau la médaille d'argent aux championnats d'Europe, derrière Célia Joseph-Noël. Elle est sélectionnée pour représenter la France aux Championnats d'Europe 2018 à Guadalajara, où elle termine 8e par équipe, 29e au ballon et 30e aux massues.
En 2019, elle devient championne de France junior au concours général, et remporte également la médaille d'argent au ballon et le bronze au ruban. Hélène Karbanov participe en équipe avec Lily Ramonatxo et Maëlle Milllet au tournoi de international de Guimarães. Ensemble elles remportent la médaille d'or. La calaisienne repart également avec le titre en final ruban et une médaille d'argent à la corde. Elle est sélectionnée pour participer aux premiers Championnats du monde juniors de gymnastique rythmique, organisés à Moscou. Elle y concourt aux massues et au ruban, terminant respectivement 9e et 11e. À noter que l'estonienne Polina Murashko obtient le même score qu'elle aux massues, mais accède à la finale grâce à un meilleur score d'exécution.

### Senior

#### 2021
Le premier engagement international d'Hélène Karbanov chez les seniors a lieu lors du Grand Prix  de Brno. Elle termine 11è au concours général, et réussi à se qualifier pour la finale au ballon où elle se classe 7è. Elle est ensuite régulièrement sélectionnée pour des étapes de Coupe du Monde. La gymnaste est présente à Sofia, à Tachkent et à Bakou. Elle y obtient respectivement les 29ᵉ, 29ᵉ et 34ᵉ place au concours général.
Lors des Championnats de France de 2021, elle réalise un concours général compliquée et termine 4è. Le lendemain, elle remporte toutes les finales par engins.

#### 2022
Hélène Karbanov est de nouveau alignée sur la saison de Coupe du Monde. En avril, elle participe à l'étape de Bakou, où elle termine 20ᵉ au concours général. Elle prend ensuite part à l'étape de  Pesaro, où elle réalise ses meilleurs classement en finale : 5ᵉ place aux massues et 8ᵉ au ruban.
En mai, elle remporte un nouveau titre national aux massues lors des Championnats de France.
Elle est sélectionnée en équipe de France senior pour les Championnats d'Europe organisés à Tel Aviv, en Israël. Elle y termine 7ᵉ de la compétition par équipes aux côtés de Lily Ramonatxo. Elle se classe 13ᵉ lors de la finale du concours général (sa première finale européenne) et se qualifie pour la finale au ruban, où elle prend de nouveau la 7ᵉ place.
Elle participe ensuite à ses premiers Championnats du monde seniors à Sofia, en Bulgarie. Elle y termine 22ᵉ des qualifications du concours général.
Dans le cadre de la préparation aux Mondiaux, Hélène Karbanov participe à l'étape de Coupe du Monde de Cluj-Napoca. Elle entre en finale cerceau (4è) et en finale au ballon (7è).
Hélène Karbanov participe ensuite à ses premiers Championnats du Monde à Sofia, où elle termine 22ᵉ des qualifications du concours général, ne parvenant pas à entrer en finale.

#### 2023
Elle commence sa saison internationale avec le Grand Prix de Marbella, où elle se qualifie pour la  finale au ruban et termine 8e.
En avril, elle participe au Grand Prix de Thiais, Hélène Karbanov remporte la médaille d'or au concours général et le bronze en final ruban.
Elle prend ensuite part à la Portimão World Challenge Cup, où elle se classe 8ᵉ au concours général et remporte une médaille d'argent lors de la finale au ruban.
Aux Championnats d'Europe à Bakou, elle forme l'équipe de France avec Maëlle Millet. L'équipe termine 10ᵉ. Elle se qualifie également pour la finale du concours général individuel, où la française se classe 24ᵉ.
Aux Championnats de France 2023, elle devient vice championne de France au concours général, au ballon et aux massues. Elle remporte les titres au cerceau et ruban.
Lors des Championnats du monde 2023, elle se classe 13ᵉ des qualifications, ce qui lui permet d'accéder à la finale du concours général, où elle termine à la 17ᵉ place. Cette performance permet à la France de remporter un quota olympique pour les Jeux de Paris 2024.

#### 2024
Hélène Karbanov démarre l'année olympique par la Coupe du monde d'Athènes, où elle se classe 10ᵉ au concours général et entre en finales : 6e au ruban et 7e au ballon.
En avril, Hélène Karbanov participe à la Coupe du monde de Sofia, où elle se classe 16ᵉ. En mai, elle dispute les Championnats d'Europe à Budapest, en Hongrie, et termine 15ᵉ de la finale du concours général.
La gymnaste enchaine avec le tournoi international de Thiais où Hélène Karbanov remporte la médaille d'argent au concours général, ainsi que le bronze au cerceau et aux massues.
Elle poursuit sa préparation aux Jeux avec une nouvelle participation à la Coupe du Monde à Sofia. Hélène Karbanov prend la 16e place du concours général devant l'autre française Maëlle Millet 22e. Elle prend ensuite par une nouvelle fois aux Championnats d'Europe à Budapest. La compétition est difficile et en demi-teinte, elle arrive cependant à se hisser à 15è place du concours général.
En juin, elle remporte son premier titre national senior en s'imposant au concours général des Championnats de France, devançant la montpelliéraine Maëlle Millet. Elle remporte également les titres au cerceau, au ruban et au ballon, ainsi que la médaille d'argent aux massues. Ces résultats lui permettent d'être sélectionnée pour les Jeux olympiques.
En août, elle représente la France aux Jeux olympiques d'été de 2024, organisés à Paris. Lors des qualifications du concours général individuel, elle se classe 17ᵉ et ne parvient pas à se qualifier pour la finale. Elle déclare à l'issue de la compétition : « C’est irréel. J’ai essayé de tirer le meilleur parti de tout cela ».

## Palmarès

### Championnats de France
- Calais - 2021[42]
  -  Médaille d'or au ballon
  -  Médaille d'or au ruban
  -  Médaille d'or au cerceau
  -  Médaille d'or aux massues
- Calais - 2022[18]
  -  Médaille de bronze au concours général
  -  Médaille d'or aux massues
  -  Médaille d'argent au ruban
- Mulhouse - 2023
  -  Médaille d'argent au concours général[28]
  -  Médaille d'argent au cerceau[29]
  -  Médaille d'argent au ruban
  -  Médaille d'or au ballon
  -  Médaille d'or aux massues
- Lyon - 2024
  -  Médaille d'or au concours général[38]
  -  Médaille d'or au ballon[39]
  -  Médaille d'or au ruban
  -  Médaille d'or au cerceau
  -  Médaille d'argent aux massues